# ネモ (プロゲーマー)
ネモ（NEMO、1985年1月5日 - ）は、日本のプロゲーマー。ジャパン・eスポーツ・プロライセンス保持者。
本名は根本 直樹（ねもと なおき）。東京都新宿区出身。

## 来歴
小学生の頃よりゲームを始め、高校生になると大会に出場するようになる。大学卒業後ゲーム業界とは無関係の企業にシステムエンジニアとして就職する。社会人となってからもゲームを続けていたが、入社5年目頃から海外の大会に招待されるようになったことを機に、プロゲーマーを志すようになる。
2013年にTeam BlackEyeに加入。2015年10月に脱退。
2016年7月にALIENWAREとスポンサー契約を結ぶ。2017年7月には10年間勤めてきた会社を退職し、同年10月にスクウェア・エニックスに入社。
2018年3月、アメリカおよびオランダに本拠を置くeスポーツチーム・Team Liquidへの移籍を発表した。これまで所属していたALIENWAREによるサポートも継続される。
2018年12月、所属するTeam Liquidが日本の芸能事務所・アミューズとパートナーシップ契約を結んだことに伴い、自身もアミューズ所属となる。
2021年3月26日、スクウェア・エニックスを退社したことを発表。4月3日、Team Liquidとの契約終了を発表。5月10日、ウェルプレイド・ライゼストとの専属マネジメント契約及びM-GAMINGとのスポンサー契約を発表した。2022年現在「SaishunkanSol熊本」所属。

## 人物
兼業プロゲーマーとなった理由として、父が要介護状態にあったことから、専業プロとなった場合母を心配させる懸念があったためとしているが、その一方で、「社会人になったらゲームをやめなければならないという風潮を変えていきたい」という目標を掲げている。
スクウェア・エニックスではマーケティング業務を担当する。上司である柴貴正は地元の友人の親戚。
ストリートファイターVでは主にユリアンのキャラクターでプレイする。一方で、「人生を無駄にしている」との理由でザンギエフを嫌いなキャラクターに挙げている。

## 主な戦績
- 東京ゲームショウ2017 Shoryuken Tournament 優勝
- Red Bull Kumite 2017 Street Fighter V 優勝
- カプコンカップ 2017 Last Chance Qualifier 優勝
- カプコンカップ 2017 3位